# Topalu
Topalu là một xã ở hạt Constanţa, România.
Xã này có 2 làng:
- Topalu (tên lịch sử: tiếng Thổ Nhĩ Kỳ: Topal)
- Capidava (tên lịch sử: Calichioi, tiếng Thổ Nhĩ Kỳ: Kaleköy)